# Albiri
Albiri (en georgiano: ალბირი) o Albir (en osetio: Æлбир) es una aldea que pertenece a la parcialmente reconocida República de Osetia del Sur, parte del distrito de Tsjinval, aunque de iure pertenece al municipio de Eredvi de la región de Iberia Interior de Georgia.

## Toponimia
El nombre georgiano original de la aldea es Rbili (en georgiano: რბილი). Posteriormente, la población osetia cambió el nombre: primero se convirtió en Lbiri y luego en Albiri.

## Geografía
Albiri se encuentra en la orilla derecha del río Chabarujistskali, a 50 kilómetros de Tsjinvali. La aldea se administra desde el pueblo de Beloti. 

## Historia
Durante el Imperio ruso, Albiri formó parte del uyezd de Gori de la gobernación de Tiflis, parte de la sección montañosa de Osetia.
Tras la guerra de Osetia del Sur de 1991-1992, los georgianos lograron controlar el pueblo. Desde 2006, forma parte del municipio de Eredvi y después de la guerra ruso-georgiana en agosto de 2008, la aldea quedó bajo el control de la República de Osetia del Sur.

## Demografía
La evolución demográfica de Albiri entre 1908 y 1989 fue la siguiente:
| 43                                                       | 44 | 123 | 51 | 36 | 18 | 11 | 1 | 0 |
| (Fuente: Population of South Ossetia since Soviet times) |    |     |    |    |    |    |   |   |

Según el censo soviético de 1959, la mayoría de la población local eran osetios. En los distintos censos, la composición étnica del pueblo era la siguiente:
|              | 1916      | 1916       |
| Grupo étnico | Población | Porcentaje |
| ------------ | --------- | ---------- |
| Georgianos   | 61        | 49,5%      |
| Osetios      | 62        | 50,5%      |
| Total        | 123       | 100%       |